# 清水明実
清水明実（しみず あきみ、1984年11月5日 - ）は、日本のタレントである。血液型A型。東京都出身。堀越高等学校出身。

## 来歴・人物
父はあのねのねの清水國明（母は國明の二度目の妻であった一般人女性）、伯母はブックオフコーポレーション会長の橋本真由美と言う有名人一家の長女として誕生した。叔父は父・國明が所属する芸能事務所の社長である。
彼女は幼少時代、家族みんなで全国各地をアウトドアで回ったことで有名とされている。堀越高校卒業後の2003年には父國明主宰のと劇団に妹の清水愛実、清水好実と入団した。
なお、と劇団は同年12月に父國明が実母と離婚のため解散したが彼女は解散後もタレントとして活動している。
2012年2月、伊藤園の男性社員と結婚し、同月19日には挙式・披露宴を挙げ、父國明と父の相方原田伸郎も出席した。

## その他
- 彼女は兄弟子であるBro.KONE（バブルガム・ブラザーズ）と誕生日が全く同じである（ただし、生年は29歳違い）。

## 出演作品

### テレビ
- トーク3人の部屋（NHK総合）
- つんくちゃん（日本テレビ）
- 2時ドキッ!（関西テレビ）
- キッズステーション

### ラジオ
- 清水國明の気分はトムソーヤー

### 映画
- 完走8H2/1000sec

### 舞台
- あのねのねコンサート

### CM
- タカミヤ